# Петров-Дол (Смолянская область)
Петров-Дол (болг. Петров дол) — населённый пункт в Болгарии. Находится в Смолянской области, входит в общину Мадан. Население составляет 37 человек.

## Политическая ситуация
В местном кметстве Бориново, в состав которого входит Петров-Дол, должность кмета (старосты) исполняет Руфат  Мехмед Фелети (Движение за права и свободы (ДПС)) по результатам выборов правления кметства.
Кмет (мэр) общины Мадан — Атанас Александров Иванов (Болгарская социалистическая партия (БСП)) по результатам выборов в правление общины.